# MSG Systems
La compañía MSG Systems AG es un proveedor de servicios de tecnologías de la información con sede en Ismaning, cerca de Múnich, Alemania.

## Historia
La empresa fue fundada el 31 de enero de 1980 por Hans Zehetmaier, Herbert Enzbrenner y Pío Pflügler y desde entonces ha crecido hasta superar los 5.000 empleados
En los años 2003, 2005, 2011 y 2014, la compañía obtuvo el premio a las 50 mejores empresas bávaras, ofrecido por administración bávara de economía, infraestructura, transporte y tecnología a la excelencia empresarial.
MSG Systems se encontraba en la quinta posición del ranking Lünendonk en 2012 de las 25 mejores empresas de consultoría y de integración de sistemas en Alemania 2012 y en 2010 consiguió aparecer por segunda vez en el primer lugar en el "líder alemán de consultoría de TI de tamaño mediano y Systemintegrations-Unternehmen“.
MSG Systems AG es una de las empresas fundadoras del grupo MSG GmbH, y posee la mayoría de los derechos de voto directa e indirectamente.

## Junta directiva
- Hans Zehetmaier (presidente)
- Dr. Stephan Frohnhoff
- Frank Plechinger
- Jens Stäcker
- Roland Roudny
- Dr. Dirk Taubner

- Christian Hofer (Presidente)
- Walter Eisenhart
- Herbert Enzbrenner
- Adrian von Hammerstein
- Benno Hartmann
- Helmut Köhler
- Michael Schwemmle
- Friedemann Sievi
- Peter Six
- Ralf Vogelsang
- Herbert Wittemer

Ofrece soluciones específicas para la industria (consultoría, aplicación, integración de sistemas), lo que incluye el desarrollo de software a medida y estándar, como la solución de Gestión de Reaseguros SAP (FS-RI). Las industrias principales son: seguros (seguro y reaseguro), automoción y servicios financieros. Además, la compañía ofrece servicios para la industria del transporte y logística, así como para las áreas de sector público, seguridad informática, telecomunicaciones y medios de comunicación y ciencias de la salud. Sus clientes incluyen Allianz, BayernLB, Finanz Infromatik, BMW, Audi, Daimler, Volkswagen, Munich Re, Hannover Rück y Versicherungskammer Bayern.
El grupo empresarial cuenta, además de su sede central en Ismaning con nuevas oficinas en Alemania, incluyendo Berlín, Braunschweig, Chemnitz, Frankfurt, Colonia, Passau y Stuttgart, así como oficinas en todo el mundo, entre otras cosas, en Utrecht, Basilea, Zúrich, Cluj, Singapur, Viena y Nueva Jersey.

## Subsidarias
Dispone de empresas en Austria, Suiza y Rumanía.
Dentro del grupo empresarial se hallan:
- CONPLAN GmbH, München
- innovas GmbH, Hamburg
- PiAL Consult GmbH, Hamburg
- m3 management consulting GmbH, München
- msgGillardon AG, Bretten, Standorte in Ismaning, Eschborn, Köln und Berlin
- msg global solutions Deutschland GmbH, München
- msg netzwerkservice GmbH, München
- msg services AG, München
- PREVO System AG, Basel
- DAVID Software GmbH, Braunschweig
- msg life ag, München (vormals COR&FJA AG)
- BSM GmbH, Frankfurt am Main<references